# 新朝
新朝（9年1月10日—23年10月6日），又稱新莽，是中國歷史上两汉之间的短暂朝代，即王莽篡漢所建，僅一代皇帝，建都常安（即原長安，今西安）。
西漢末年，人民被豪強欺壓而急需改革，儒者信奉讖緯學說認為將改朝換代，當時漢室外戚王莽博得雅名，獲得人民與儒者的支持，使他以偽造符瑞的方式，於漢初始元年十一月二十五日（9年1月10日）废孺子婴篡位稱帝，國號為「新」，终结了西漢211年的统治。
王莽稱帝後進行許多改革，主要有改革官制、改變地名、推行王田制、禁止奴婢買賣、五均六筦（國營事業、所得稅與借貸）及改革幣制等。然而，王莽改制大多遵循《周禮》等古制，沒有明確的解決問題。新制政令繁雜，名稱不斷變動。而且朝令夕改，用人不當，改革最終失敗，且王莽建立新朝後，曾一度丟失了西域地區，進而導致了絲綢之路的中斷。西元17年因為天災不斷，而人民因為改革失敗而經濟破產，最後爆發民變，赤眉軍、綠林軍等起义军相繼而起。新莽軍相繼在成昌之戰、昆陽之戰慘敗。地皇四年（23年），綠林軍擁立劉玄稱更始帝，同年攻入長安，王莽被殺，新朝滅亡。漢建武元年（25年），西汉远房皇族的劉秀脫離更始帝宣布登基建立東漢，称光武帝。同年赤眉軍攻入長安，擁立劉盆子稱帝，由此降於赤眉軍的更始帝不久後被殺。刘秀擊潰赤眉軍後，最後於36年重新一統天下。
新朝開創了中國歷史上透過篡位取得政權的先例。王莽積極推動古制，也使得古文經持續發展。而王莽的失敗代表復古思想的破滅，使得漢儒變法禪讓的政治理論至此消失，漸變帝王萬世一統的思想。東漢班固所寫的《漢書》視王莽為逆臣賊子，以至于新朝一度被称呼为“亡新”，《资治通鉴》更直接把新朝归入“汉纪”。因傳統帝王史觀下，鄙棄用篡位的方式取得政權，所以後世史學家對王莽的評價皆差，直到清末之後，中國進入共和制，評價才逐漸中立。因其為西漢和東漢之間的建立的政權，與武周相似，部分視其歷史為漢朝歷史的一部分。

## 歷史

### 王莽代漢
西漢自漢宣帝驾崩後，其政治與社會結構變動劇烈，使西漢走向滅亡。其原因主要有以下四點：元、成、哀、平等幾位皇帝或怠於政事、或軟弱無能，政權先後由宦官石顯與外戚（擔任大司馬或大將軍）王氏、傅氏等集團掌控。地方豪強與商賈再度興起，控制地方吏治與經濟，並且與中央官員密切結合。他們一方面壟斷富利，一方面兼併大量土地，以致大量百姓轉為佃農、流民或奴婢。儒家集團的政治力量超過崇尚務實的法家，最終獨佔朝政，而法家勢力衰退瓦解。最後是儒家提倡改制運動，他們加入陰陽家的五行學說，推演天變災異的現象，形成讖緯學說。並且認為王朝德衰，應該禪國讓位。漢帝孤立無援，地方劉姓諸侯國削弱，中央功臣列侯耗盡，又無能臣幹將扭轉局勢，其政權最終被外戚王莽奪取。
漢成帝繼位後，怠忽政事，喜好女色，最後死在「溫柔鄉」中。在漢成帝怠忽職守期間，國事由皇太后王政君的哥哥大司馬王鳳管理，他們開啟王氏集團執政的開端。王鳳的能力頗強，執政後廣收人才，儒法兩家人才與之合流，一致擁戴聽命；而王家兄弟分別位居要津，奠定王家不可動搖的政治勢力。陽朔三年（公元前22年），王鳳去世，其兄弟如王音、王商、王根先後以大司馬一職掌握朝政。形成「王鳳專權，五侯當朝」的局面。此時王家因長期安逸而浮華奢侈，但王鳳之侄王莽節儉樸實，酷好儒術，禮賢下士，漸得王鳳與皇太后王政君的重視，於永始元年（公元前16年）受封為新都侯，並於前8年擔任大司馬一職。
然而隔年漢成帝去世，其侄漢哀帝繼位。漢哀帝祖母傅太皇太后擅權謀且強勢，其與丁太后、外戚傅喜、丁明把持朝政。傅太皇太后與王莽不合，王莽退位而隱居新野，王氏外戚衰退。漢哀帝本身幼體弱多病，政事又被被傅太皇太后把持，所以轉而寵幸董賢（汉哀帝本人为双性恋）。漢哀帝還封董賢為大司馬，並想讓帝位。這些都激起普遍反感，當時地方百姓備受地方豪強、地主欺壓，國家已是一片末世之象，民間「再受命」說法四起。此時王氏勢力尚在，王莽本人更受儒生懷念與人民的擁戴。元壽二年（公元前1年），汉哀帝去世，王莽奉王政君之命，重返朝廷擔任大司馬。
返回政局的王莽積極推行篡位之路，他擁立年僅九歲的汉平帝為傀儡，並且陸續受封安漢公、宰衡等崇高之職。他以王舜、王邑為心腹，甄豐、甄邯、孫建為將領，平晏與劉歆為參謀。打擊何武、公孫祿等反對他的大臣與傅、丁、衛（漢平帝母家）等外戚勢力。王莽又積極施行善政，攏絡人民。民間有災害即捐錢賑災，擴充太學以徵求各地人才，甚至操弄讖緯、杜撰古史以獲取禪位的合法性。到了漢元始五年（5年），朝中一片都是王莽勢力，王莽受封「九錫」，汉平帝十分不滿。同年，汉平帝猝死，王莽迎立宗室孺子婴为“皇太子”。最後藉由眾大臣以讖緯之事推舉，王莽得以對內稱「假皇帝」，對外稱「攝皇帝」。漢初始元年十一月二十五日（9年1月10日），王莽建國號「新」，即新朝，以初始元年十二月朔为正月之朔，改元始建国，西漢滅亡。

### 崇古改制

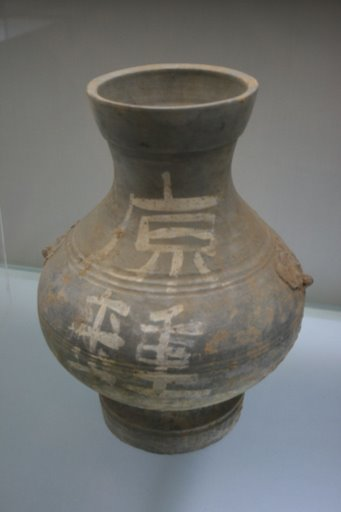
新朝陶器，藏洛陽博物館。

王莽是儒家學派巨子，且以新聖自居，所以積極改制西漢末年亂象，意圖回復到儒家歌頌的夏商周三代盛世。改制的內容上從典章制度、法律與教育，下到人民習俗、經濟制度等，十分全面。雖然王莽積極的改革，但大多依據《周禮》的制度推行新政，對於西漢末年的亂象未能完全對症下藥。由於亂象未能改善，不久地方爆發叛亂，顛覆新朝。
首先他依《周禮》改官名為西周官名，例如改大司農為羲和（後為納言）、改郡太守為大尹等等。地方制度也效仿周代的封建制度，許多地名經過多次改名。由於官員和百姓無所適從，最後還是回復原名，平白增加無謂的煩惱。經濟方面，王莽於9年推行改革，內容大多與漢武帝推行的制度相似，不過王莽是依據《周禮》來制定。土地制度方面，耕地收為國有，推行王田制，限制豪強百姓只能有一定土地大小。然而這些措施與現實狀況差異過大，地方豪強不可能因為一道法令而服從；由於土地過小而不能負擔一戶生活，連人民都反對這個改革。三年後，王莽接受區博的建議取消王田制。而奴婢問題，因為王莽無意廢除奴婢制度，而又禁止自由買賣，導致豪強在黑市賤賣奴婢，這個措施最後也廢除了。在改革財政方面，為了防止商人剝削，王莽建立五均六筦與賒貸政策，以公權力平衡物價，類似後世國家社會主義政策。以五均官掌管工商業的利得稅（類似所得稅），把鹽、鐵、酒、幣制、山林川澤收歸國有，以提升國家收入。然而，這些政策多是由薛子仲、張長叔等富商大賈執行。他們以變法為名義，勾結地方官員榨取百姓，使得地方貧富更加懸殊，國家經濟更加失調。最後是貨幣改革，這是最失敗的政策。王莽依據古制，陸續推行刀貨、貝貨等新幣，到2年共有黃金、銀貨、龜寶、貝貨、錢貨、布貨等。這些數種貨幣擾亂新朝財政，到14年又盡數廢除，以致農商失業，經濟崩潰。
對外方面，王莽依據儒家大一統思想，認為世界上應該只有一個王號，所以將諸侯「王」改稱「公」，將四周屬國由「王」改為「侯」。為了宣示新朝的威德，王莽收回原漢朝發給四周各國的「璽」，換成新朝的「章」。這些措施，使漢家諸侯窮困潦倒，匈奴、高句麗、西域諸國和西南夷等君王先後拒絕臣服新朝。11年，由於匈奴不願臣服新朝，王莽發兵三十萬北伐，戰事連年不決。隔年，王莽強迫高句麗協助伐匈奴，反而使高句麗反叛，屢次侵擾東北。同時間西南夷的鉤町叛變，王莽屢次派兵都未能平定。不久西域發生內亂，王莽派王駿西征未果，反而使西域各國正式與新朝斷絕關係。王莽為了報復，又將匈奴單于改為「降奴服于」，高句麗改名「下句麗」。
王莽改革並非是依據孔孟思想的儒家學說，大部分是迷信讖緯和復古論，照搬儒學經書如《周禮》等改革，政策多迂通而不合實情。其政治純屬「書生政治」，僅關注政策的制訂方式，對於實施方式與效率並不在意，政策朝夕相改，官員百姓到最後都敷衍了事。百姓本來期盼王莽能帶領他們脫離西漢末年的亂象，但反而使百姓跌入黑暗的深淵，最後引發民變，促使新朝滅亡。

### 新末民變

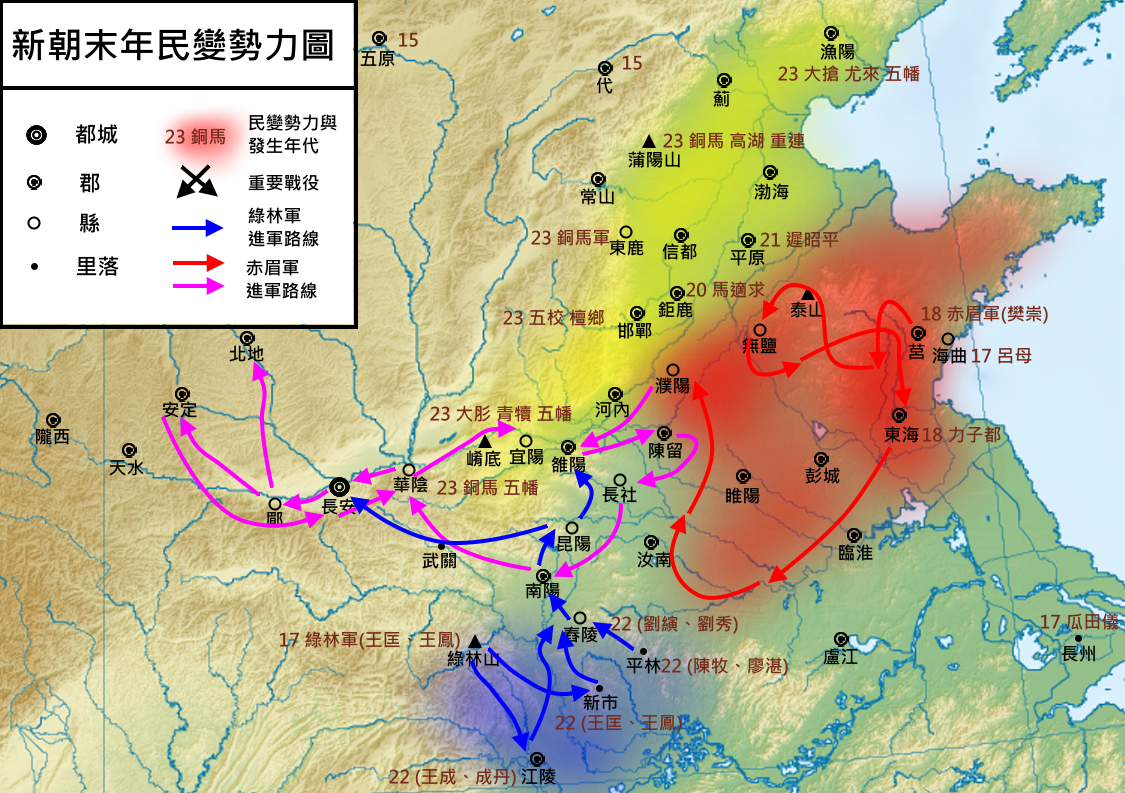
新莽末期民變局勢圖，其中紅色為赤眉勢力範圍、藍色為綠林勢力範圍、黃色為銅馬與其他河北義軍的勢力範圍。

新朝執政不當引發民怨，17年全國發生蝗災、旱災而饑荒四起，農民紛起反抗叛亂，開啟新末民變。瓜田儀等人於會稽長洲（今江蘇苏州）起事。同年琅邪女子呂母因縣宰冤殺其子，率眾攻陷海曲縣，而後引兵入海為寇。在災情最嚴重的青州、徐州與荊北地區，則分別在17年於荊北興起綠林軍、18年於青徐地區興起赤眉軍，史稱赤眉、綠林起義。河北在馬適求之亂後，也陸續出現其他民變軍，有的以山川土地為號，或以軍容為號，其中以銅馬軍最強。當大臣舉報各地民變時，王莽認為至只是民賊作亂。他不願承認執政錯誤，反而遷怒大臣，並且造作「威斗」、「華蓋」以粉飾太平。為了防止州郡叛變，不許州郡擅自發兵平亂，導致亂事擴大。而中央軍紀律敗壞，四處掠奪，戰鬥力又不強，時常有數十萬大軍被義軍擊潰之事。在這些義軍中，以赤眉軍與綠林軍對局勢影響最大。
赤眉軍由樊崇所建立，18年他率飢民在莒縣起事，眾皆將眉毛染紅，即赤眉軍。亂軍由農民組成，大多不識字，組織包括地位最高的三老、其次有從事和卒史等名稱，大多延用漢朝鄉官的名稱。赤眉軍收編呂母部屬後，在泰山山區擴大勢力。21年王莽派太師犧仲景尚、更始將軍護軍王黨出兵討伐，但在隔年被赤眉軍擊潰而死。王莽再派太師王匡、更始將軍廉丹率十萬兵東征，所經之路都縱兵掠奪。關東人民都稱「寧逢赤眉，不逢太師！太師尚可，更始殺我！」。雙方爆發成昌之戰，最後王匡慘敗，廉丹被殺，赤眉軍擴張到青、徐、豫、兗等州（約今山東、河南與江蘇北部）。只有翼平連率田況率領百姓守衛青徐部分地區，一度阻擋赤眉軍入侵。
綠林軍源自荊北民變。17年荊州北部發生飢荒，王匡、王鳳率領飢民於新市（今湖北京山東北）綠林山起事，稱綠林軍。新莽荊州軍被綠林軍擊敗後，王莽遣司命將軍孔仁守豫州，派納言將軍嚴尤、秩宗將軍陳茂進入荊州平亂。隔年綠林山瘟疫爆發，王常、成丹率兵轉入南郡，稱下江兵，王匡、王鳳率兵東進新市，稱新市兵，並北上攻打宛城。途中於平林（今湖北隨縣東北）獲得陳牧、廖湛率眾加入，即平林兵。下江兵被嚴尤擊敗後，也北上南陽會合新市兵。南陽當地豪強劉縯、劉秀也舉兵響應，稱舂陵兵。23年二月，綠林聯軍擊破新莽軍甄阜、梁丘賜等將，包圍宛城，占領昆陽，史稱藍鄉之戰。綠林諸將擁護劉玄為更始將軍，最後稱帝，建元更始，史稱更始帝，即玄漢。王匡、王凤、朱鲔、刘縯等人被封将相。
王莽得知宛城被圍後，於23年五月派王邑、王尋率領四十二萬新莽軍圍攻昆陽，目標宛城。6月劉秀率軍於昆陽擊潰新莽軍，王尋敗死，王邑逃至洛陽，宛城也被劉縯攻陷，史稱昆陽之戰。四方豪傑得知後，紛紛殺掉州郡守，自稱將軍，用更始年號。戰後劉縯、劉秀人氣大增，更始帝以違抗命令為由处死劉縯。劉秀得知後親赴謝罪，不敢為劉縯服喪。更始帝心有所慚，遂拜劉秀為破虜將軍，封武信侯。更始帝派遣王匡攻洛陽，申屠建、李松攻武關，三輔震動。王莽在南郊舉行「哭天大典」，以求天救，只要民眾哭得夠哀傷，就可加官進爵。但於地皇四年十月初三日（23年10月6日），更始軍仍攻入长安，王莽在混乱中为商人杜吴殺死於未央宮的漸臺，新朝亡。

### 光武一統
新朝亡後，更始帝定都洛陽，由於局勢混亂，就派劉秀巡視黃河以北。劉秀在河北勢力單薄，恰巧地方實力派王郎於河北稱帝，劉秀只能暫避鋒芒。24年初，劉秀獲得劉植、耿純擁護，聯合上谷耿況、漁陽彭寵包圍王郎，同年四月攻陷邯鄲，王郎亡，劉秀被更始帝封為蕭王。而後劉秀率吳漢、鄧禹等將領平定銅馬等河北諸民變軍，被關西人號為銅馬帝。最後在25年六月於鄗城（今河北柏鄉）即皇帝位，史稱光武帝，國號為漢，史稱東漢。
24年更始帝遷都至長安，他建國後昏庸無能，濫封諸侯，將政事委託給岳父趙萌，政治混亂，反而使人民懷念王莽。當時李軼、朱鮪自立於山東，王匡、張卬橫暴三輔。而在汝南、潁川的赤眉軍，因為糧食不足，加上更始帝分封不給國邑，於25年由樊崇和徐宣兵分二路進逼長安。進軍途中因為信仰城陽景王劉章，擁立景王後裔劉盆子為帝，史稱「赤眉漢」，改元為建世。更始帝得知赤眉軍入侵時，還殺害申屠建、陳牧、成丹等將領。同年九月，赤眉軍攻陷長安，更始帝不久被殺，玄漢亡。光武帝乘機南下洛陽，並定都之（改稱雒陽）。赤眉漢政治混亂，諸將跋扈，劉盆子與其兄練習投降的詞說。27年關中缺糧，赤眉軍引兵東歸。光武帝率軍與東歸途中的赤眉會戰於華陰，赤眉軍大敗，劉盆子與樊崇投降。
27年光武帝領有河北大部、河洛與關中等地，但天下仍然群雄割據。當時約有數個勢力，燕代之地的九原盧芳、漁陽彭寵；關東淮水的睢陽劉永、青州張步、東海董憲、魯佼彊與廬江李憲；荊州隴蜀等地有天水隗囂、河西竇融、成都公孫述、漢中延岑、南郡秦豐與夷陵田戎；以及南海鄧讓等勢力。光武帝採取先東後西的戰略，先安撫燕郡、代郡的勢力，於27年到30年間集中力量消滅劉永（自稱天子）為首的關東勢力與廬江的李憲（自稱天子），東方大定。而後南向征服秦豐、田戎等等荊州諸侯，諸侯殘部投奔蜀地。同時，漁陽彭寵也被人刺殺。河西竇融與南海鄧讓也於29年歸順東漢。最後西向對付受荊隴諸侯擁護的成家帝公孫述與天水隗囂、九原盧芳等。光武帝於34年平定天水隗囂，於36年由吳漢攻克成都，滅成家。隔年九原盧芳亡命入匈奴，東漢統一天下，進入東漢時期。

## 疆域與行政區劃
新朝疆域大致上與西漢相同，但在末期疆域萎縮，只新設了西海郡（郡治龍耆城，今青海民和縣）而已。遼東地區撤消了真番、臨屯二郡。在西南地區由七郡變成五郡，部分西南夷成半獨立狀態，放棄了海南島與象郡。西域諸王與新朝中斷關係，使得新朝勢力退出西域。這些疆域直到東漢前期才陸續收復領土。
新朝的行政區劃大致與西漢後期相同，但由郡縣制上加州牧，並且與分封制結合。王莽推行復古改制，亂設行政區劃，改了許多新地名。並且網羅漢宗室功臣後裔、封建官僚，改郡封國。在設置行政區劃方面，王莽修改西漢十三部，據《堯典》分成十二州，裁撤朔方、司隸部，改涼州為雍州、交趾為交州；後又據《禹貢》改爲九州。有的郡甚至五易其名，最後又恢複舊稱。地名的混亂，十分困擾人民。9年更改地方官制的名稱為古稱。14年後大規模更動，結合分封制和郡縣制，郡縣首長與受有茅土的諸侯二合一，將郡太守（新朝稱大尹）分成卒正（侯爵）、連率（伯爵）與大尹等。地方軍事單位的都尉，分成屬令（子爵）、屬長（男爵）等。
在官職的部分，14年設立州牧、部監以監督地方各郡，地位等同三公。設監，地位同上大夫，監督五郡事務。更置牧監副，秩元士，冠法冠，行事如漢刺史。。随着六队、六尉等的建立，新朝也派出监察官员对这些队、尉进行监察。17年，王莽選用能吏侯霸等分督六尉、六隊，如漢刺史，與三公士郡一人從事。
- 十二州：首長即州牧，新朝增設為部監、監與州牧。共有幽州、并州、冀州、青州、徐州、兗州、豫州、雍州（原涼州）、揚州、荊州、益州、交州，後改為九州[33]。
- 郡：首長原為太守，新朝改稱大尹、後增設為卒正、連率與大尹[33]。
- 縣：首長原為縣令，新朝改稱宰[33]。

## 政治體制
新朝官制上承西漢官制，正值王莽改制，所以新朝官制多變，官名及職責也十分複雜。自西漢居攝年間起，王莽便開始推行改制。他附會周禮官制，恢復五等爵制，濫加封賞，濫改官名，如宰衡、太阿之職。建國後，在中央置四輔、三公、四將、六監、九卿、二十七大夫、八十一元士等。四輔（太師、太傅、國師、國將）、三公（大司馬、大司徒、大司空）、四將（更始將軍、衛將軍、立國將軍、前將軍）合稱「十一公」。是9年新朝建國初年，王莽按照哀章所獻金匱內記錄所封王舜、平晏、劉歆、哀章、王邑、甄豐等等十一位高官。其中四輔位列上公，對映五嶽其中的四嶽。四輔與三公對映日月星辰。由於《書·堯典》中，有羲仲、羲叔、和仲、和叔，14年王莽將這些稱號對映到四輔，例如太師犧仲景尚。
新朝九卿與西漢九卿大為不同，王莽修改九卿成新朝用的官名，其中將水衡都尉更名為予虞。將宗伯移除，光祿勳、衛尉、太僕被列入六監，加入大司馬司允、大司徒司直、大司空司若，最後湊成九卿。每卿有大夫三人、每大夫有元士三人，合稱二十七大夫、八十一元士。六監位皆上卿，包含原光祿勳、衛尉、太僕、中尉、執金吾，但都改成新朝官名，並且新設大贅。最後設五司大夫為監察官。
10年更始將軍甄豐之子甄尋不滿父親封賞過低，作符命，言新室要如西周分陝，立二伯。以甄豐為右伯，平晏為左伯，如周召故事，王莽即從之。而後甄尋作符命欲娶黃皇室主为妻，符命案爆發，甄尋逃亡，甄豐自殺。最後甄尋、劉歆之子劉棻、劉泳，王邑弟王奇，及劉歆門人丁隆等數百人或流放、或被斬。更始將軍也被寧始將軍姚恂取代。大封宗室及功臣後裔二百人為侯。為了杜絕反新勢力，10年王莽聽從孫建建議，廢除劉姓諸侯，並將部分擁護劉姓諸侯（劉歆、劉龔、劉嘉等三十二人）賜姓王。」改定安太后號曰黃皇室主，絕之於漢。

## 外交
王莽建立新朝後，為了宣示新朝的威德，派遣使者四出，東到遼東及朝鮮半島北部的玄菟、樂浪、高句麗及夫餘；南到西南邊境；西到西域。收回舊日漢朝授予外族的印綬，改受新朝的印綬，並把所封的王貶為侯，所用的璽改為章，這樣就引起西南夷鉤町王及匈奴的叛變，西域諸國也逐漸與王莽破裂關係。
在北方方面，匈奴與西漢和平約有30多年，直到新朝建立為止。王莽推行改王為侯的政策，並將「匈奴單于」稱號改為「恭奴善于」，後改為「降奴服于」。為了弱化匈奴，王莽分匈奴居地為15部，強立呼韓邪子孫十五人俱為單于（如孝單于、順單于 (助)、順單于 (登)等）。匈奴烏珠留單于因此而叛變，王莽就於11年徵發士兵三十萬人，大舉進攻匈奴。由於戰事連年不決，自宣帝以來，「數世不見煙火之警，人民熾盛，牛馬布野」的北方邊界，又變成了「北邊虛空，野有暴骨」的悲慘情況；而新朝北部的人民也因為戰亂而相聚為盜，動亂開始形成。王莽為了討伐匈奴，於12年強令高句麗、烏桓出兵，兩國皆不願而叛變，西域地區也陸續叛新投匈。新朝滅亡後，匈奴呼都而尸道皋若鞮單于認為有機可趁，扶持九原盧芳與漁陽彭寵，其中盧芳還被封為漢帝。另一方面，率軍東掠并、燕，西侵涼、朔，對當時的新成立的東漢威脅很大。
東北方面，高句麗是東北強國，役屬沃沮、東濊。高句麗叛變新朝後侵擾東北各郡，新朝遼西太守田譚戰死。王莽派嚴尤出兵斬其王，但高句麗別種濊貊仍舊屢次寇邊。直到東漢初年，還入侵右北平、漁陽、上谷等幽西數郡。而烏桓與鮮卑連和，烏桓叛變新朝後投奔匈奴，在東漢中期匈奴衰退後與鮮卑瓜分漠北領地。

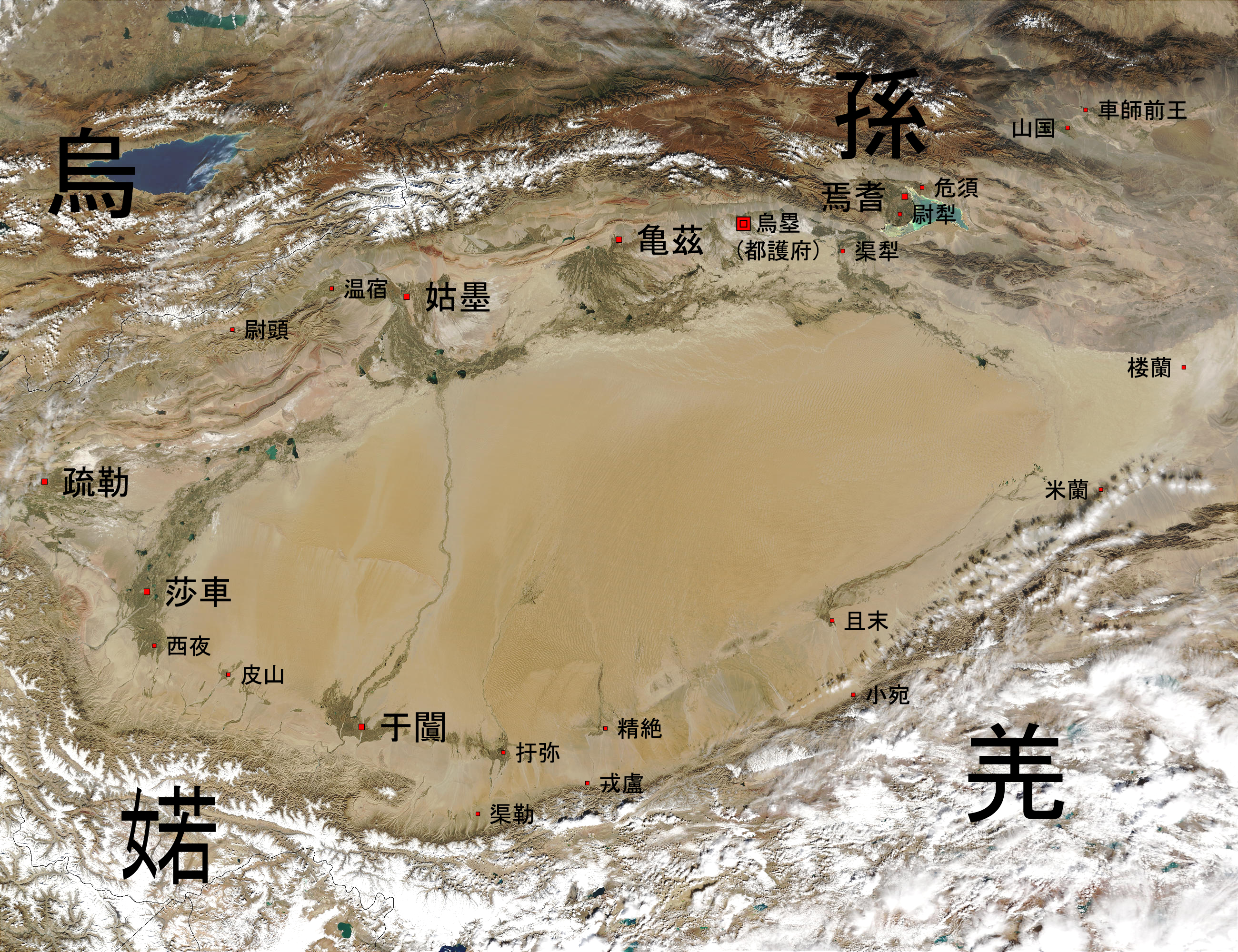
西域諸国位置。

西域方面，到漢哀帝、漢平帝時，西域已有五十五國。王莽建立新朝後，西域諸國大多不服統領，而匈奴勢力也進入西域的塔里木盆地。13年親近匈奴的焉耆就殺西域都護但欽，投奔匈奴陣營。王莽於16年派五威將王駿、李崇與郭欽等西征西域，最後被焉耆率領姑墨、尉犁、危須等連軍擊潰，王駿被殺，西域與新朝斷絕往來。西域北道諸國淪入匈奴勢力範圍，只有位於西域南道的莎車率領南道諸國抗衡匈奴。到東漢初年，以莎車王延與其子康最支持漢朝，但漢光武帝為了要全力對內，不能支援南道諸國。不久全西域地區被匈奴占領。而西羌的部分，王莽用政治手段領有西海郡（今青海海宴附近）。到新末漢初，西羌遷入境內掠奪，隗囂招懷其酋豪，隴西數郡都成五谿羌、先零羌的勢力範圍。
同時間位於四川松潘一帶的武都參狼羌也被蜀地的公孫述煽動，發起叛亂。這些羌族於35年至37年被東漢馬援所平定，到光武末年，燒當羌又崛起，成為東漢一朝的西患。在北方、西方一片叛亂之際，12年西南夷的鉤町（今雲南廣南一帶）也發生叛變，鉤町王攻殺牂柯太守周韶，跟者益州蠻夷也攻殺太守程隆。越巂、遂久、仇牛、同亭、邪豆之屬，陸續叛變。王莽屢次派兵討伐，寧始將軍廉丹率領的大軍水土不服，數十年拖延未果。而後以文齊為太守，他開墾南中，勸降西南夷，與其恢復關係。公孫述佔據蜀地後，文齊據南中不願投降。到東漢時才歸順漢光武帝。

## 軍事制度
軍事制度承襲西漢，但王莽更改官制名稱為古稱。為了平定叛亂，王莽採取「以軍領政」的方式控管地方。他命令原為文官的「七公六卿」都兼稱將軍，監督地方官吏，以便穩定地方治安。11年并州、平州發生民變，派著武將軍逯並駐守平亂。22年由於綠林軍在荊北作亂，派司命將軍孔仁駐守豫州，納言將軍嚴尤、秩宗將軍陳茂平定荊州，此為兼稱將軍的實例。以軍領政的方式還有於10年命中郎將、繡衣執法各五十五人，分別駐守大郡，監督地方。中郎將不僅涉内政，兼有對外職責。王莽所封的太子四友，就有中郎將廉丹。此外還在內置司命軍正，外設軍監十二人。20年，新末民變期間，王莽見四方盜賊多，復欲厭之，又置前後左右中大司馬之位，賜諸州牧號為大將軍，各郡的卒正、連帥、大尹為偏將軍，屬令為裨將軍，縣宰為校尉。然而部分軍人在地方胡作非爲，擾亂地方行政，以軍領政的方式還是失敗。
在建立新軍方面，王莽陸續建立豬突豨勇、理軍等新軍，但無大用。與匈奴發生戰爭的期間，王莽招募天下丁男、死罪囚、吏民奴而編成的新軍「豬突豨勇」。又令公卿以下至郡縣黃綬皆保養軍馬，多少各以秩為差。又招募自稱有竒技術可以攻匈奴的人，然而大多誇大其詞，但王莽仍拜為「理軍」，賜以車馬。此外還設立捕盜都尉以平定三輔盜賊。23年王莽拜將軍九人，皆以虎為號，號曰「九虎」，率領北軍精兵數萬人前往關東平亂。這些士兵的妻子與兒女還留在宮中當人質。以上介紹的這些新軍，除捕盜都尉外，其餘大多無用。

## 人口
新朝时期没有具体的人口调查，估计17年全国有5600万人。由於王莽改制失败加上自然灾害频发和14年黄河下游改道，致使17年爆发绿林赤眉起义。之后烽火遍地，军阀割据和混战，造成黄河流域大量人口死亡，其餘为躲避战火大量向长江流域迁徙。東漢初年，江南地区人口升至全国四成，口数超过500万的有豫州、荆州、扬州與益州等四州。南方人口增长的同时，北方大部分郡国人口减少。
| 年代                             | 戶數         | 口數         | 備註 |
| -------------------------------- | ------------ | ------------ | ---- |
| 西漢漢平帝元始二年（2年）        | 12,366,740戶 | 59,594,978人 |      |
| 新朝王莽天凤四年（17年）         |              | 約5600万人   |      |
| 東漢漢光武帝建武中元二年（57年） | 4,279,634户  | 21,007,820人 |      |

## 經濟

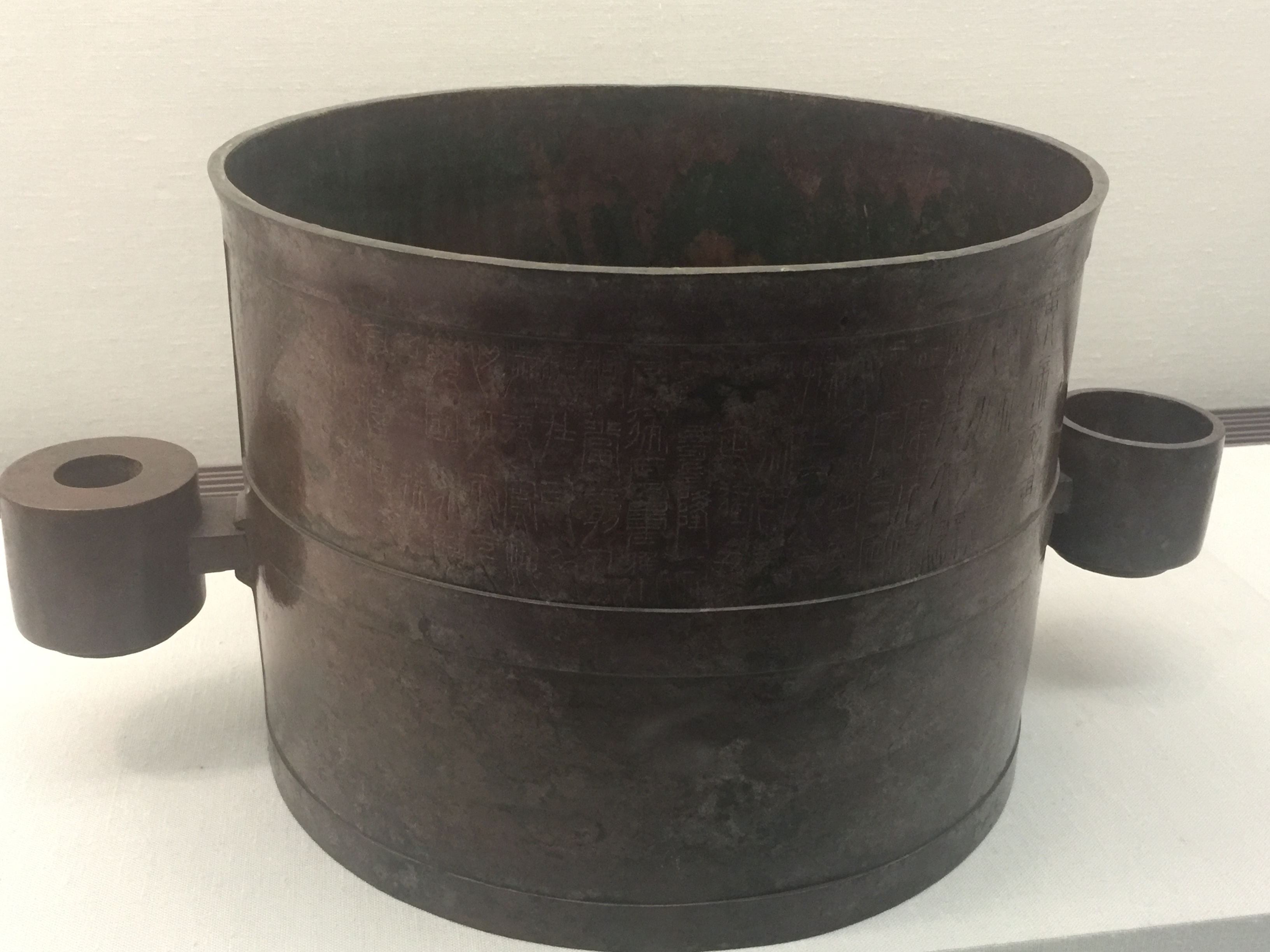
新莽嘉量，國立故宮博物院館藏。

新朝的經濟政策有部分是遵循古制，有部分是重建西漢漢武帝時的經濟政策。立國初年，西漢末年的土地與奴婢問題依舊存在。為了穩定統治，王莽附會《周禮》上的古制，先後下令改制。針對土地被豪強強烈併購與大量貧窮人口轉為奴婢的問題，王莽建立了王田制與禁止奴婢買賣（私屬制）。王田制於9年推行，視全國土地為朝廷所有，稱為「王田」，王田不得任意買賣。恢復井田制，限定男丁八口以下之家，佔田不得超過九百畝（一井），超過的土地須分給宗族鄉鄰。如果無地者由政府授田，每夫一百畝，這是與後世均田制極為類似。針對奴婢問題，王莽推行私屬制，禁止奴婢自由買賣。然而地方大地主激烈反對土地轉讓，王莽雖然派張邯、孫陽到地方強力推行，反而使地方大亂。三年後，王莽接受區博的建議於取消王田制。而私屬制，因為王莽禁止奴婢買賣，地方豪強競相於黑市賣奴婢，使價格低落，最後也宣布廢止。
為了穩定物價、鼓勵生產、增加國家稅收與打壓商人，早在漢武帝時就向商人和工匠征税，但王莽的制度更加完整。他建立五均六筦政策、貢所得、徵荒地稅與賒貸。這是新朝在民生及財政的重要革新，也說是一種國家社會主義政策的推行。「五均」就是把鹽、鐵、酒、貨幣、山林川澤等五類收歸國有以控制經濟，平衡物價，防止商人剝削，增加國庫收入。五均官還針對漁、獵、畜牧、巫、醫以及養蠶、紡織等業，均收取所得純利的十分一，稱「貢」，即現代的所得稅。「六筦」即六管，就是前面的五均與貢所得等六項由官府管理，對每一項制定條例與處罰。此外，為了鼓勵生產，對荒地徵荒地稅，鼓勵開墾荒地。對貧窮或需資金周轉的人，給予賒貸。這些政策雖然出自好意，但推行者多是薛子仲、張長叔等大商人。這些商人到處和地方官吏勾結以榨取百姓，百姓未蒙其利，先受其害。且改革步驟太快，朝令夕改，使百姓官吏不知所從，經濟更加崩壞。
針對貨幣，王莽先後五次改幣。7年，王莽附會周代鑄大錢之說，加鑄契刀、錯刀、大錢與漢代五銖錢共為四品。9年，除大錢外的貨幣均廢除，並鑄小錢與大錢通用，並嚴禁盜鑄。隔年，另造二十八種貨幣：黃金一品、銀貨二品、龜寶四品、貝貨五品、錢貨六品、布貨十品。錢、布共為銅製，所以總稱「五物、六名、二十八品」。後因人民抵制繁雜的莽幣，改用漢五銖錢。在官府無法禁止的情況下，王莽又盡廢諸幣，改行貨幣、貨泉兩品，並於許民間鑄大錢（限期六年）。這樣反覆的改革幣制，讓新朝的經濟混亂，加速人民破產。

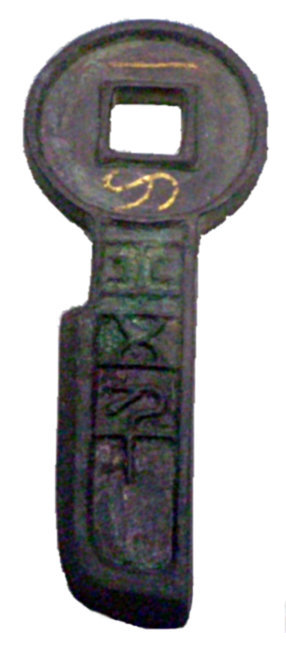
一刀平五千
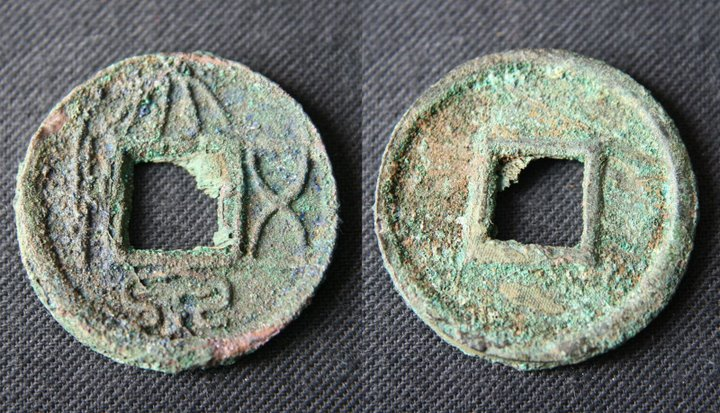
大泉五十
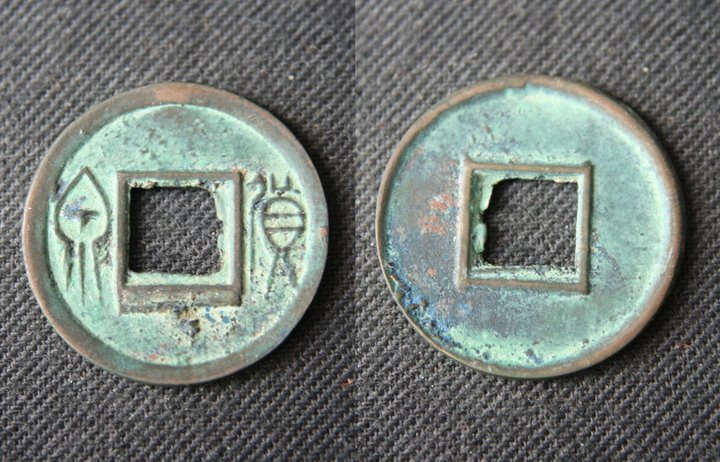
貨泉

## 文化

### 思想
新朝思想上起西漢，下承東漢。西漢末期盛行讖緯學說，讖緯是神學與庸俗經學的混合物。儒生好談災異、祥瑞，常以自然現象來附會人事的禍福，後來成為王莽建立新朝的依據。早在西漢時，儒生就多信奉陰陽家「五德終始」之說，盛言「天運循環，貴賤無常」，相信「漢歷當終，新王將興」。由於社會改革的要求及天運循環的理論相結合，儒生鼓吹禅让、改元易号以更始，這些都成為王莽建立新朝时所依靠的理论。

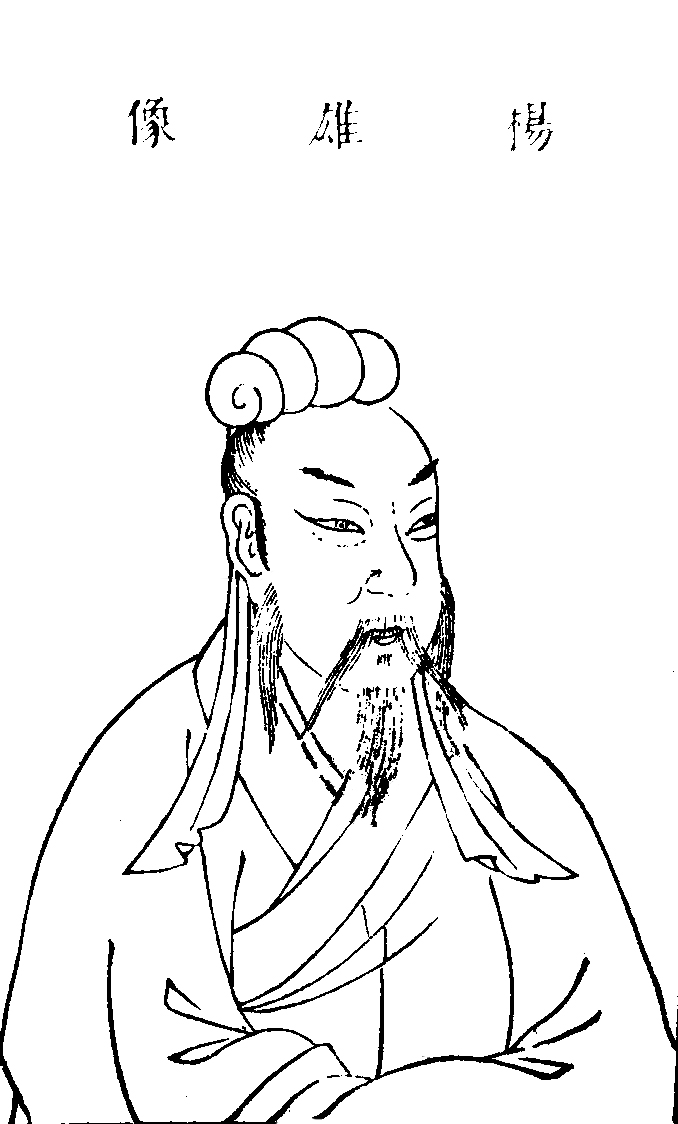
強調如實的認識自然現象的扬雄。

前78年汉昭帝時，眭弘便附會董仲舒之言，認為漢帝應該尋到賢人，禪讓帝位給他，自退位為王，如同夏代堯、周代商故事，他將董仲舒半人半神的神學目的論演變為讖緯神學。汉成帝时，又有齊人甘忠可詐造天官歷、包元太平經十二卷，以言「漢家逢天地之大終，當更受命於天，天帝使真人赤精子，下敎我此道。」甘忠可傳授給重平夏賀良、容丘丁廣世、東郡郭昌等。甘忠可弟子夏賀良等對漢哀帝陈说西漢中衰，當更受命。於是漢哀帝改元太初元將，號曰『陳聖劉太平皇帝』。後因無嘉應，漢哀帝遂誅殺夏賀良等人。讖緯學說到新莽時達到高峰，王莽崇尚古制，也利用讖緯學說以取得帝位。他假借符命、祥瑞，偽造禪讓的根據，如製作了「告安漢公莽為皇帝」的石碑、「金匱神嬗」書言王莽為真天子等讖緯。
西漢末年也有人對陰陽家提出質疑，揚雄仿《論語》作《法言》，模仿《易經》作《太玄》，提出以「玄」作為宇宙萬物根源之學說，強調如實的認識自然現象，並認為「有生者必有死，有始者必有終」，駁斥了方士的學說。他主張要回復儒學五經的本來面目，為東漢注重文字本身的真實性的訓詁學開啟了先河。
新莽的覆滅代表儒學家復古思想的破滅，也使漢儒變法禪讓的政治理論至此消失，漸變帝王萬世一統的思想。先秦學術注重矯正社會的病態，建立大同世界。由於王莽新政的失敗，說明以古代禮法改革的方式不通。魏晉以後，思潮不向整體利益求答案，轉為尋求人性及生存的意義，玄學及佛學遂取代先秦諸子的思想地位。

### 文學與文字

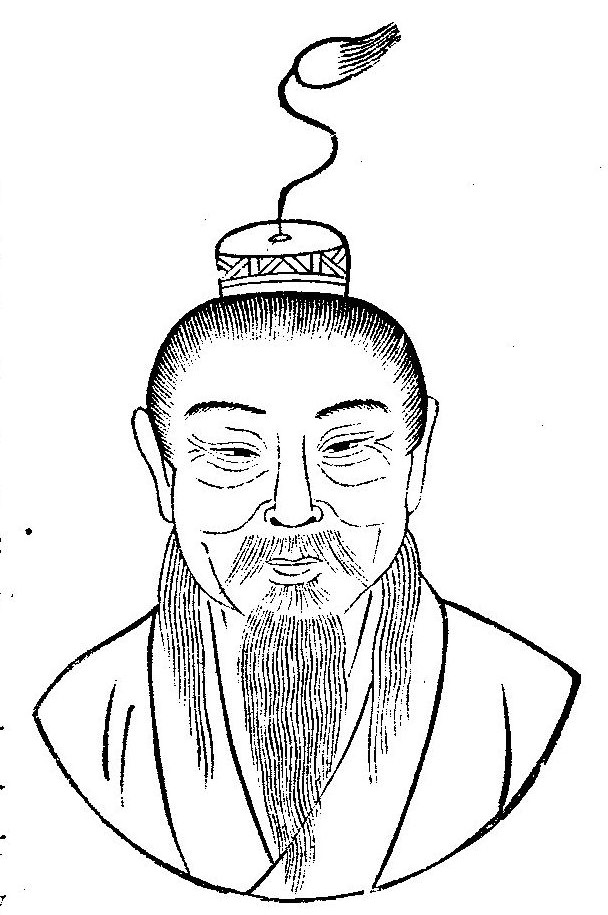
劉歆之父劉向像。

新莽時期，王莽與劉歆等儒者提倡古文經，使古文經與今文經抗衡，即古今文之爭。王莽還於五經以外增設樂經，增加古文經博士和博士弟子的人數五人。並且擴建太學和太學生宿舍，於地方學校廣招生徒，徵求各地異才。
古今文之爭源自秦始皇焚毀經書事件，後來儒者憑記憶書寫經書，成為今文經。在西漢時於孔壁發現古經書，稱為古文經。西漢的五經（樂經已失散）博士仍以今文經為主。西漢晚期，今文經學派如劉向等人受陰陽家影響，偏向怪力亂神，到西漢末年出現讖緯學說。古文經學派則在西漢末年由巨儒劉歆（劉向之子）與王莽提倡。漢成帝時，劉向負責整理古文經，劉向去世後由劉歆繼承。劉歆最後完成編目，即《七略》，這是中國最早的目錄書，集結古代學術思想與著作的內容。劉歆在整理古籍中發現先秦時期的蝌蚪文，主要有《春秋左氏傳》、《古文尚書》、《逸禮》等等，並認為《毛詩》與其他家派不同，可列為古文。最後劉歆大力提倡古文經，並建議立古文經博士、學官，得以和今文學家抗衡，這受到今文學家的抵制，即今古文之爭。新朝成立後，王莽為上述古文立古文經博士。雖然東漢成立後古文經博士被廢，但不排斥古文經，而且民間研究風氣大盛，三國時期古文終於取代今文，成為學術正統。
王莽改定文字為新莽六書，即古文、奇字、篆書、佐書、繆篆、鳥蟲書，可分成古代文獻文字、通用文字與應用文字等。古文為孔壁經書的戰國文字，奇字是有非孔壁古文的戰國文字，均屬古代文獻文字。王莽为了拉抬古文经学的地位，所以將古文及奇字分列六书的前二位。篆書即秦朝小篆、佐書即秦朝隸書，為新莽時期的通用文字，兩個都廣泛運用，一般日常文書也是用佐書。繆篆為小篆變體，較為權威、莊重的場合使用，如銅器、印章、石刻、貨幣、瓦當等；鳥蟲書即秦體蟲書，用於旗幟和符信，與繆篆都是應用文字。
语言学研究方面，揚雄曾著《方言》，叙述西汉时代各地方言，为研究古代语言的重要资料。王莽当政後，拉拢扬雄，任他为中散大夫。揚雄還写过《劇秦美新》，指斥秦朝，美化新朝。

### 藝術

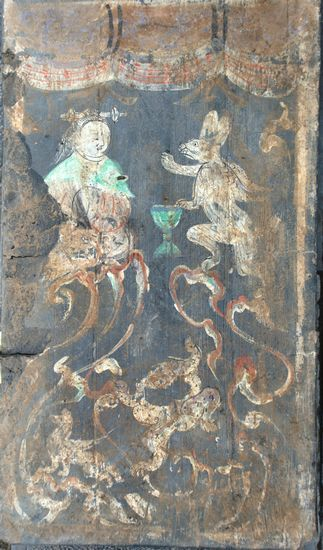
新莽西王母和凤凰墓畫。

新朝藝術屬於漢朝藝術的一個時期，比較有特色的有印章、書法與墓畫。新莽的印章屬於秦漢印章的系統，但其工藝水平高，古代璽印無出其右。新莽印章具有自己的風格，分成繆篆與鳥蟲書兩類，在制度、印文、字數、名稱諸方面，與秦漢、魏晉南北朝的印章有較大的區別，其所達到的藝術水準堪稱秦漢印章中最大的靚點。
書法方面，《王俊幕府檔案簡》為起草正式文書的底稿，這是完全成熟的草書。而《郁平大尹馮君孺久墓題記》與《張伯升柩銘》相似，屬於繆篆。字形總體為方扁形，偏旁結構很明確地分為方、圓兩類，方形結構以直線銜接建構而成，圓形結構以曲線糾結盤繞形成，兩者構成了鮮明的對比。
西漢末年到新莽時期，墓室內繪製的壁畫的面積增大，增入了世俗生活宴樂的內容。墓例有洛陽金谷園和偃師辛村的新莽墓，金谷園墓前室穹隆頂在白地上以朱墨等色滿繪彩雲，四壁影作枋柱，以象徵木結構建築。後室頂脊及柱頭斗子間分繪日月神靈異獸。辛村墓則除日、月及辟邪畫面外，其最有名的有《壁画宴乐图》与《西王母图》。並且繪有多幅門吏、庖廚、宴飲、六博等世俗生活的畫面。
除了墓畫，自西漢宣、昭兩帝萌芽的畫像石也有充足的發展，以河南唐河出土的天鳳五年的「漢郁平大尹馮君孺人畫像石墓」為經典之作。該區畫像石的內容豐富，約有30餘。主要描述墓主生活的迎賓拜謁、馴虎騎象、樂舞雜技，反映儒家倫理道德的歷史故事，反映仙人思想的羽人、應龍、四首人面虎以及鎮墓辟邪神怪如蹶張、青龍、白虎、朱雀、鋪首銜杯等。由於主題明顯、內容豐富又質樸，而且紀年明確，所以十分被重視。

## 君主年表
| 肖像 | 庙号 | 谥号 | 名讳 | 在世时间     | 在位时间  | 年号       | 年号使用时间 | 陵寝   |
| ---- | ---- | ---- | ---- | ------------ | --------- | ---------- | ------------ | ------ |
|      | －   | －   | 王莽 | 前45年－25年 | 9年－23年 | 始建国     | 9年－13年    | 王莽墓 |
| 天凤 | －   | －   | 王莽 | 前45年－25年 | 9年－23年 | 14年－19年 |              | 王莽墓 |
| 地皇 | －   | －   | 王莽 | 前45年－25年 | 9年－23年 | 20年－23年 |              | 王莽墓 |

## 新朝末期地方勢力
| 各地勢力                                 | 統治區域                                                                                     | 統治時間               | 各地勢力                         | 統治區域                                                           | 統治時間       |
| 黃河以北地區                             |                                                                                              |                        |                                  |                                                                    |                |
| 馬適求                                   | 鉅鹿（河北平鄉）                                                                             | 20年                   | 遲昭平                           | 平原（山東平原）                                                   | 21年—?         |
| 漢帝王郎（後自稱劉子輿）                 | 冀州，邯鄲（河北邯鄲）                                                                       | 23年—24年              | 西平王，漢帝盧芳（後自稱劉文伯） | 朔方與并州北部，九原（內蒙古包頭）                                 | 25年—36年      |
| 蕭王，漢帝劉秀                           | 於河北建立東漢、擴充至洛陽與關中，最後統一天下。鄗縣（河北柏鄉北方）、雒陽                   | 24年—25年—36年統一天下 | 燕王彭寵、彭午                   | 幽州西部，漁陽（北京密雲）                                         | 26年—29年      |
| 黃河以南、淮河以北地區                   |                                                                                              |                        |                                  |                                                                    |                |
| 呂母                                     | 海曲（山東日照）                                                                             | 17年—22年              | 赤眉兵樊崇，後立劉盆子為傀儡帝   | 泰山、擴充至關東、關中建立赤眉漢、黃河兩岸，莒縣（山東莒縣）、長安 | 18年—25年—27年 |
| 力子都/檀鄉兵                            | 東海、擴充至徐州、兗州，東海（山東郯城）                                                     | 18年—26年              | 漢帝劉望                         | 汝南（河南平輿西北）                                               | 23年           |
| 梁王，漢帝劉永、劉紆                     | 關東地區，睢陽（河南商丘）                                                                   | 23年—25年—29年         | 海西王董憲                       | 徐州北部，郯縣（山東郯城）                                         | 24年—30年      |
| 齊王張步                                 | 青州，劇縣（山東壽光南方）                                                                   | 24年—32年              | 爰曾、劉詡                       | 黃河下游，東平（山東東平）                                         | 24年—?         |
| 佼彊                                     | 魯（山東曲阜）                                                                               | 26年—29年              |                                  |                                                                    |                |
| 淮河、長江、漢江以南地區                 |                                                                                              |                        |                                  |                                                                    |                |
| 綠林兵新市兵王匡，後立劉玄為帝           | 荊州北部、擴充至關中建玄漢，綠林山（湖北隨州西南方）、新市（湖北京山）、宛（河南南陽）、長安 | 17年—23年—25年         | 下江兵王常，後併入綠林兵         | 南郡（湖北江陵）                                                   | 22年併入綠林兵 |
| 平林兵陳牧，後併入綠林兵                 | 平林（湖北隨州東北方平林關）                                                                 | 22年併入綠林兵         | 舂陵兵劉縯，後併入綠林兵         | 舂陵（湖北棗陽南方）                                               | 22年併入綠林兵 |
| 淮南王，淮南帝李憲                       | 淮南地區，舒縣（安徽盧江）                                                                   | 23年—27年—30年         | 周成王田戎                       | 荊西地區，夷陵（湖北宜昌）                                         | 24年—29年      |
| 楚黎王秦豐                               | 荊州中部，黎丘（湖北襄樊東南方）、南郡（湖北江陵）                                           | 21年—29年              | 鄧讓                             | 交州，南海（廣東廣州）                                             | 9年—29年       |
| 關中、巴蜀、西涼地區                     |                                                                                              |                        |                                  |                                                                    |                |
| 西州大將軍，朔寧王隗囂、隗純             | 隴西地區，平襄（甘肅通渭）                                                                   | 23年—33年              | 蜀王，成家帝公孫述               | 益州，成都（四川成都）                                             | 23年—36年      |
| 武安王延岑                               | 漢中地區，藍田（陝西藍田）                                                                   | 24年—29年              | 河西五郡大將軍，涼州牧竇融       | 河西地區，張掖（甘肅金塔東方）                                     | 24年—29年      |
| 铜马兵、青犊兵與尤来兵，後立孫登為傀儡帝 | 上郡（陝西榆林南方魚河堡）                                                                   | 23年—26年              |                                  |                                                                    |                |